# Big Classic
El sándwich Big Classic era una hamburguesa vendida por el restaurante de comida rápida Wendy's. El sándwich se intentó presentar como una hamburguesa más grande. Es uno de los dos productos de hamburguesas vendidos por la compañía y fue diseñado para competir contra el sándwich Whopper de Burger King.

## Descripción
Big Classic era una hamburguesa, que consistía en ¼ de libra (113 gramos) de carne, lechuga, tomate, mayonesa, ketchup, cebolla, encurtidos y condimentos servida en un rodillo estilo Kaisersemmel. El queso se agrega sí se desea.

### Variantes
- Big Bacon Classic - se le agrega dos tiras enteras de panceta.